# Evangelický kostel (Žatec)
Evangelický kostel  v Žatci v Husově ulici č. 2574 je památkově chráněný od roku 2011. Areál kostela tvoří stavba a její oplocení.

## Historie sboru
Augsburský německý evangelický sbor se ustavil jako kazatelská stanice a jako filiálka německého augsburského sboru v Chomutově v roce 1889. Jako farní sbor byl ustaven v roce 1906, po vzniku Československé republiky vstoupil do německé evangelické církve, zrušen byl v roce 1945.
Dnes je kostel majetkem Českobratrské církve evangelické.[chybí lepší zdroj]

## Historie kostela
Zpočátku se sbor scházel v pronajatých prostorách, stavba kostela byla zahájena v roce 1897. Kostel byl postaven podle plánů žateckého architekta Josefa Petrowského, dvorního architekta Moritze Lüdersdorfa, iniciátora a donátora stavby a majitele žatecké továrny na papírové krabice. V Žatci byl představitelem evangelické německé augsburské církve.
Evangelický pseudorenesanční kostel z roku 1897-1898 stojí ve vidlici ulic Komenského a Husovy na jihozápadním konci města v místě, kde se dříve vybíralo mýto na křižovatce starých cest vedoucích do Kadaně a Karlových Varů. Místo je vyznačena kamenným rozcestníkem u vchodové branky do kostela. 
V kostele se konají pravidelně v neděli bohoslužby, koncerty i pěvecká vystoupení.

## Architektura kostela
Kostel v pseudorenesančním architektonickém stylu je jednolodní protáhlý obdélník orientovaný ve směru jihovýchod-severozápad s výrazně skosenými nárožími, s trojboce uzavřeným přesbytářem a přilehlou obdélnou sakristií. K sakristii na severovýchodě přiléhá obdélná předsíň. Do osy severozápadního průčelí je předsazena hranolová třípatrová věž a dvě válcové schodišťové věží v rozích. Severovýchodní schodišťová věž je vyšší a jí se vstupuje i do druhého patra věže.
Opravy kostela probíhají od roku 2017, dosud byla opravena střecha, báň věže a věžní hodiny.[chybí lepší zdroj]
K objektu kostela patří fara v Husově ulici čp. 1200.

## Vnitřní vybavení
Veškeré vnitřní zařízení a okenní malby jsou původní, vše pochází z konce 19. století s výjimkou varhan. Původní varhany z roku 1897 od pražského německého varhanáře Heinricha Schiffnera se při převozu do opravy v roce 1938 do Německa ztratily. Současné varhany jsou od pražského varhanáře Josefa Urbana a do kostela byly získány z neznámé lokality po roce 1945.

## Památková hodnota
Objekt kostela se dochoval ve zcela autentické podobě z doby vzniku. Konstrukce a další prvky mají vysokou vypovídací hodnotu: hmota stavby, výplňové prvky oken, dveří, podlahová krytina, konstrukce kruchty a stropů, konstrukce zvonové stolice a krovu s technicky zajímavým řešením a původním ztvárněním fasád.
Součástí je i původní oplocení kostela, které vymezuje pozemek.

## Fotogalerie

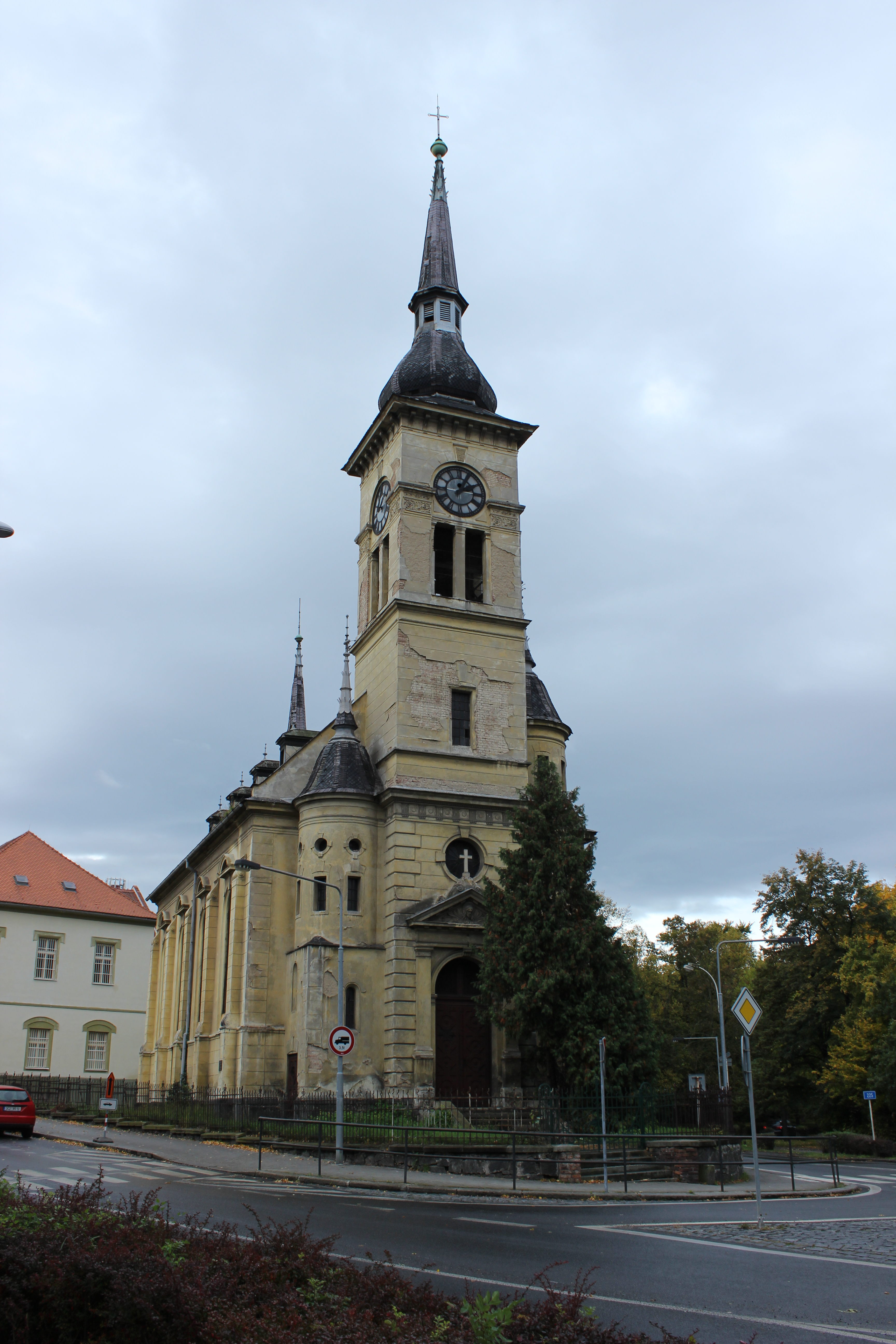
Evangelický kostel
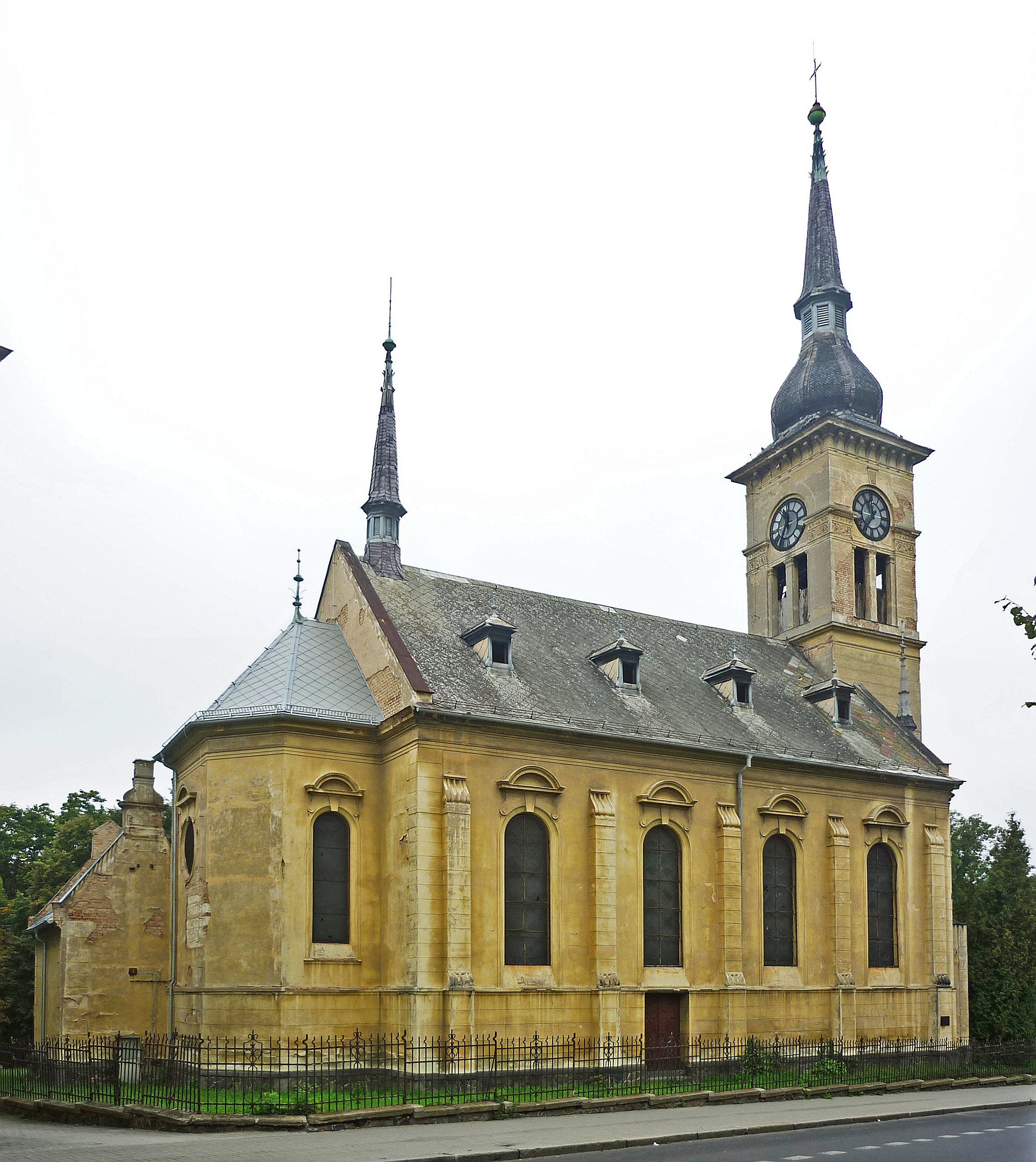
Boční pohled na evangelický kostel
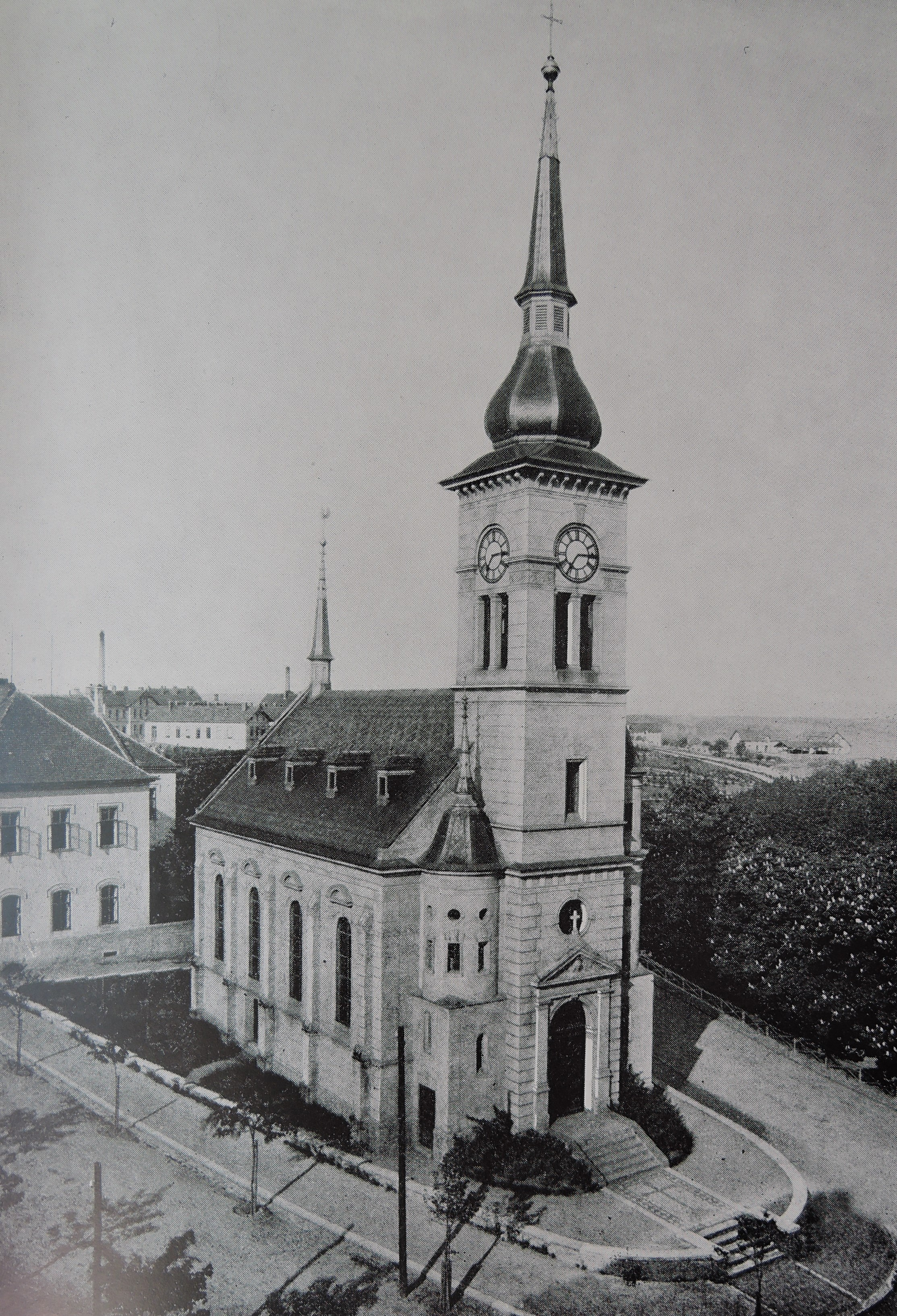
Historická fotografie kostela od Josefa Wary
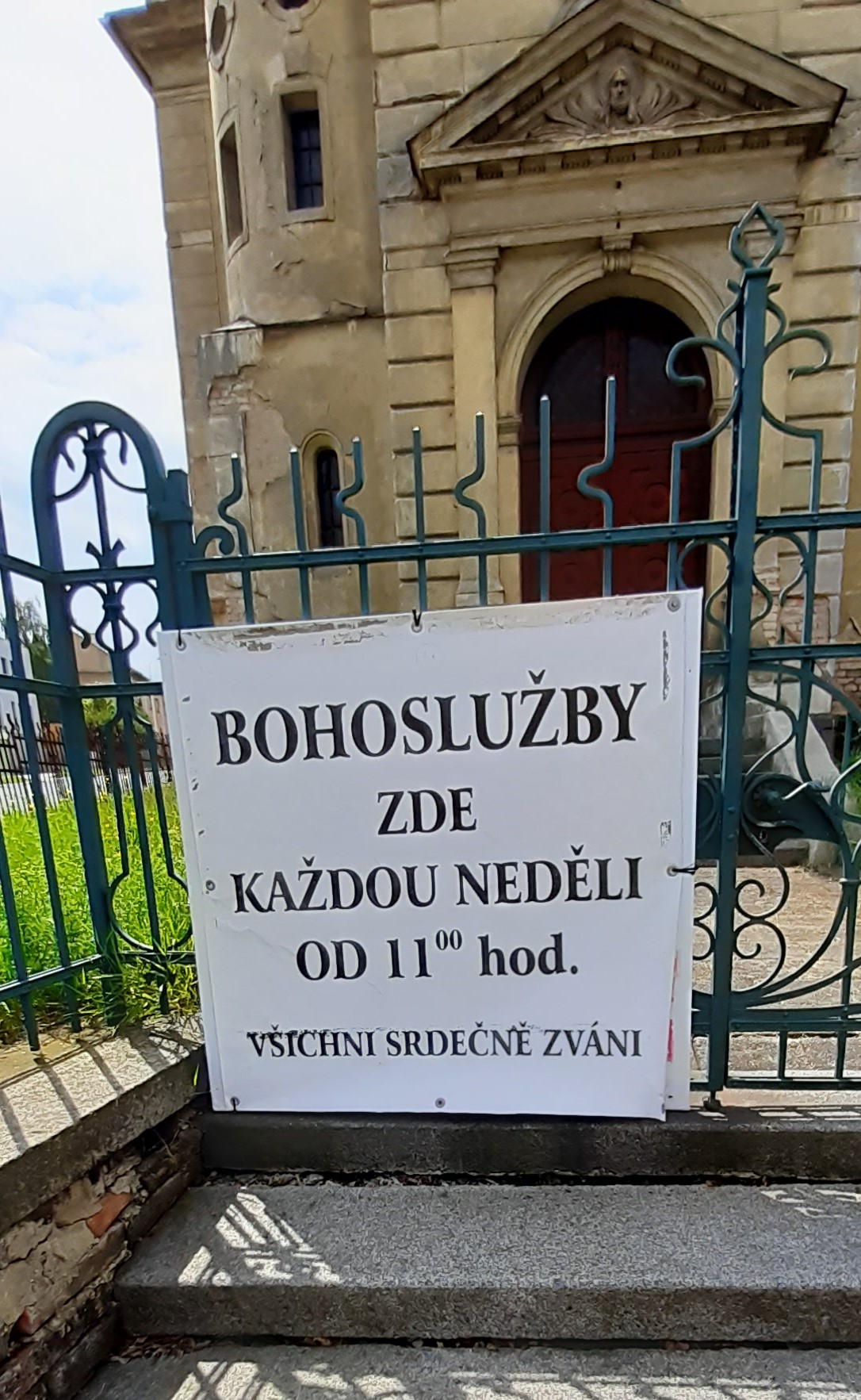
Pozvánka do evangelického kostela
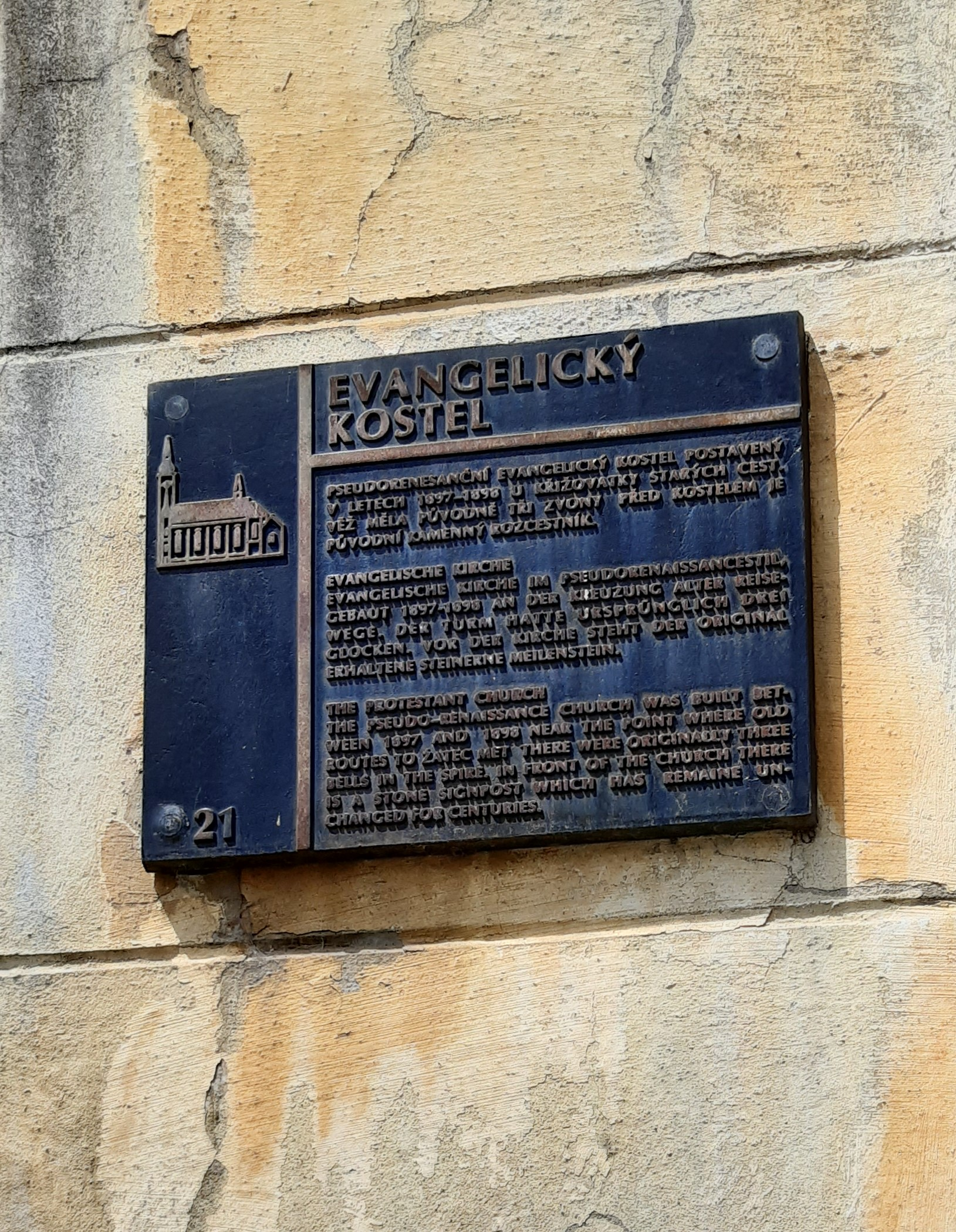
Pamětní deska na evangelickém kostele